# Пуппо, Федерико
Карлос Федерико Пуппо Гросс (исп. Carlos Federico Puppo Gross; род. 6 декабря 1986, Колония-дель-Сакраменто) — уругвайский футболист, нападающий.

## Клубная карьера
Пуппо начал карьеру в клубе «Монтевидео Уондерерс». За два сезона он провёл всего девять матчей за команду и в 2006 году присоединился к столичному «Ривер Плейту». В новом клубе Федрико только к концу пятого сезона начал стабильно выходить в основе и забивать голы. Летом 2011 года он перешёл в «Данубио». 14 августа в матче против своего бывшего клуба «Монтевидео Уондерерс» Федерико дебютировал за новую команду в уругвайской Примере. В этом же поединке Пуппо забил свой первый гол за «Данубио». В начале 2012 года Федерико переехал в США, став футболистом клуба MLS «Чикаго Файр». Летом того же года для получения игровой практики он на правах аренды вернулся на родину в «Дефенсор Спортинг». 25 августа в матче против «Насьоналя» Пуппо дебютировал за новую команду. 15 сентября в поединке против столичного «Ливерпуля» он сделал «дубль», забив свои первые голы за «Дефенсор Спортинг».
В начале 2013 года Федерико на правах аренды перешёл в эквадорский ЛДУ Кито. 16 февраля в матче против «Эмелека» он дебютировал за новую команду. В этом же поединке Пуппо забил свой первый гол за ЛДУ. Летом он вновь на правах аренды вернулся в «Дефенсор Спортинг».
В начале 2015 года Федерико перешёл в столичный «Феникс». 7 марта в матче против своего бывшего клуба «Дефенсор Спортинг» он дебютировал за новую команду. Не забив не одного гола Пуппо летом того же года покинул «Феникс» и присоединился к «Пласа Колония». 15 августа в матче против «Рентистаса» он дебютировал за новую команду. 23 августа в поединке против «Ливерпуля» Федерико забил свой первый гол за «Пласа Колония».

## Международная карьера
В 2011 году Пуппо завоевал бронзовые медали на Панамериканских играх в Гвадалахаре. На турнире он сыграл в матчах против Тринидада и Тобаго и Эквадора. В поединке против эквадорцев Федерико забил гол.

## Достижения
Уругвай (до 22)
- Бронзовый призёр Панамериканских игр — 2011